# Santiago Tocoroni
Santiago Tocoroni (auch Santiago Tocorani) ist eine Ortschaft im Departamento La Paz im südamerikanischen Anden-Staat Bolivien.

## Lage im Nahraum
Santiago Tocoroni ist der größte Ort des Kanton Villa Barrientos im Municipio La Asunta in der Provinz Sud Yungas. Die Ortschaft liegt in einer Höhe von 1370 m am linken, nördlichen Ufer des Río Tamampaya. Laut der Bevölkerungsstatistik des Statistischen Dienstes Boliviens (INE) von 2012 ist dieser Ort mit der INE-Kennziffer 02-1402-0101-8001 jedoch dem westlich angrenzenden Municipio Coripata zugeordnet, ohne dass dafür eine schlüssige Erklärung erkennbar wäre.

## Geographie
Santiago Tocoroni liegt in den bolivianischen Yungas zwischen den Anden-Gebirgsketten der Cordillera Occidental im Westen und der Cordillera de Cocapata im Osten.
Die Jahresdurchschnittstemperatur der Ortschaft liegt bei 23 °C (siehe Klimadiagramm La Asunta), der Jahresniederschlag beträgt etwa 1.300 mm. Die Region weist ein ausgeprägtes Tageszeitenklima auf, die Monatsdurchschnittstemperaturen schwanken nur unwesentlich zwischen gut 20 °C im Juni/Juli und 25 °C im November/Dezember. Das Flusstal weist eine kurze Trockenzeit mit Monatsniederschlägen von 25 mm in den Monaten Juni und Juli auf, in der Feuchtezeit erreichen die Monatswerte bis 200 mm von Dezember bis Februar.

## Verkehrsnetz
Santiago Tocoroni liegt in einer Entfernung von 141 Straßenkilometern östlich von La Paz, der Hauptstadt des gleichnamigen Departamentos.
Von La Paz führt die asphaltierte Nationalstraße Ruta 3 in nordöstlicher Richtung 60 Kilometer bis Unduavi, von dort zweigt die unbefestigte Ruta 25 in südöstlicher Richtung ab entlang des Río Unduavi und erreicht nach 70 Kilometern Chulumani. Von dort führt eine unbefestigte Landstraße zwanzig Kilometer über Tajma nach Pasto Pata. Von Pasto Pata aus führt eine Straße zehn Kilometer an einem Bachtal hinab in das Tal des Río Tamampaya und überwindet dabei eine Differenz von 750 Höhenmetern. Die Straße überquert den Fluss und durchquert nach einem Kilometer Villa Barrientos. Jedoch vorher, nur wenige hundert Meter hinter der Brücke, zweigt eine Landstraße in nordwestlicher Richtung ab und führt in zahlreichen Serpentinen nach vier Kilometern in das fast vierhundert Meter oberhalb des Flusses gelegene Santiago Tocoroni.

## Bevölkerung
Die Einwohnerzahl des Ortes ist im vergangenen Jahrzehnt auf das Doppelte angestiegen:
| Jahr | Einwohner         | Quelle       |
| ---- | ----------------- | ------------ |
| 1992 | keine Detaildaten | Volkszählung |
| 2001 | 318               | Volkszählung |
| 2012 | 647               | Volkszählung |
| 2024 |                   | Volkszählung |

Die Region weist einen hohen Anteil an Aymara-Bevölkerung auf, im Municipio La Asunta sprechen 59,3 % der Bevölkerung Aymara.